# Колумбийская квакша
Колумбийская квакша (Dendropsophus columbianus) — вид земноводных из семейства квакши. Эндемик Южной Америки: Колумбия (департаменты Каука, Киндио, Рисаральда, Валье-дель-Каука). Встречаются в мелких водоёмах в субтропических и тропических лесах на высотах от 950 до 2300 метров на западных и восточных склонах Кордильер. Вид был впервые описан в 1892 году немецким зоологом Оскаром Бётгером под первоначальным названием Hyla columbiana Boettger, 1892.